# BMW・C1

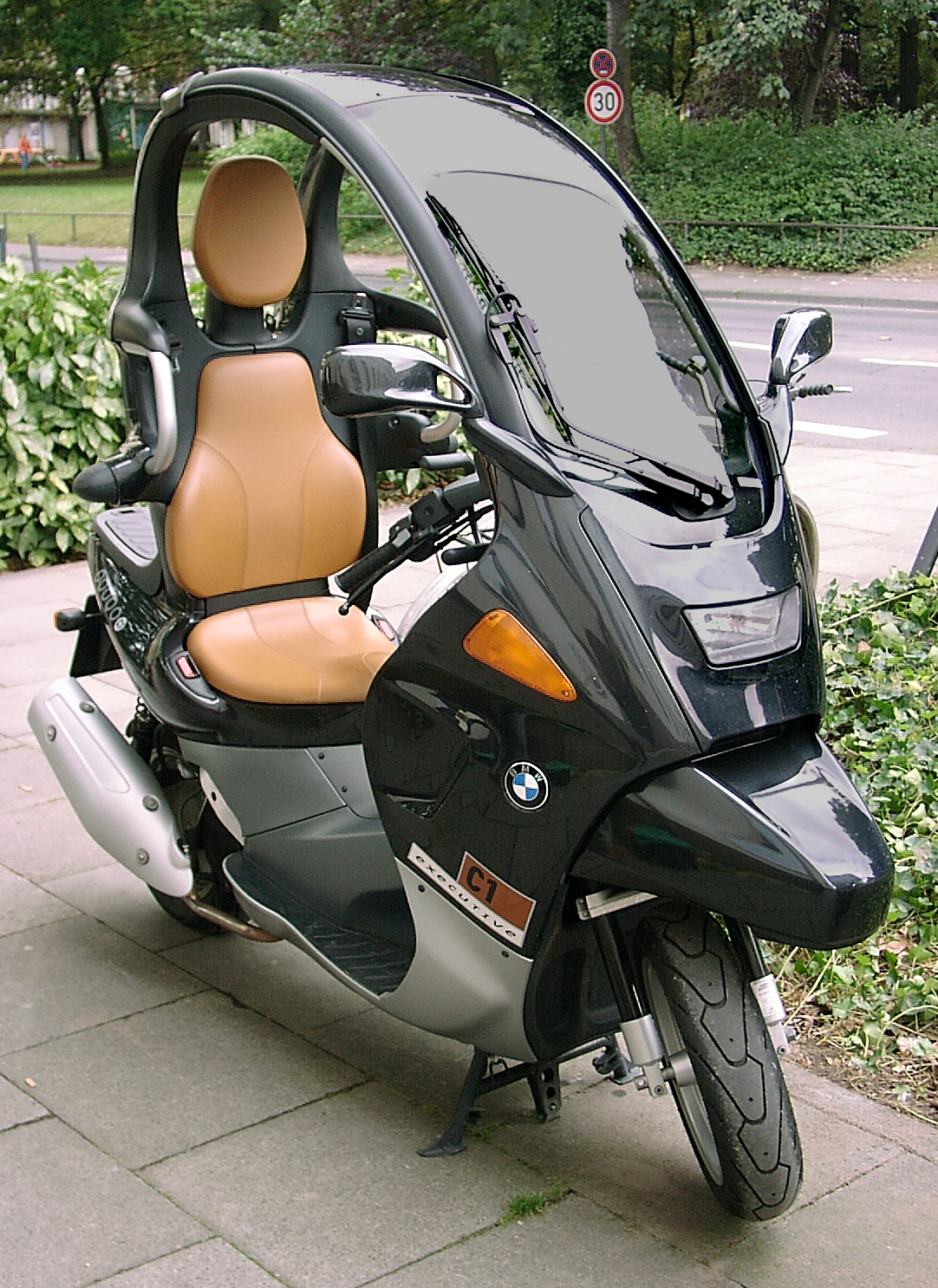
BMW C1

C1は、BMWが2000年から2002年にかけて製造販売していた屋根付きスクータータイプのオートバイである。

## 概要
BMWがヘルメットがいらないシートベルトを着用するオートバイとして開発していたモデルで、125ccモデルのC1 125と176ccモデルのC1 200の2車種が製造された。エンジンはロータックス製の電子制御インジェクション、4ストローク単気筒である。ABSも装着している。自動車と同じ衝突耐久試験を繰り返し行い設計された。屋根は強化張り合わせガラスで覆い、屋根のフレームも車体フレームの延長となっている。フロントにも衝突を緩和するため発泡スチロールが埋め込まれている。始動も3点式または2点式のシートベルトを自動車のように固定することでエンジンがかかるようになっている。背景としてライダーの死者の多くが正面衝突や追突の時に投げ出される際にヘルメット着用が多いということで死亡率を下げるために開発された。ヨーロッパでは唯一ヘルメットの装着がいらないオートバイであるが日本ではライダーの安全性が確保されないとしてヘルメット着用が義務付けられている。